# Mount Olav
Der Mount Olav (selten auch Olaf) auf der Insel Tristan da Cunha ist mit einer Höhe von 1967 m der zweithöchste Berggipfel des Britischen Überseegebietes.
Dieser ist über einen Gebirgskamm mit der höchsten Erhebung im Südatlantik, dem Queen Mary’s Peak, verbunden. Er bildet als einziger Vulkankegel (Cone) mit diesem und weiteren Gipfeln (allesamt Schlacken- bzw. Aschenkegel aus pyroklastischem Sediment) einen aktiven Schildvulkan.